# マイアレン・チョウラウト
マイアレン・チョウラウト・ユラメンディ（Maialen Chourraut Yurramendi, 1983年3月8日 - ）は、スペイン・バスク州ギプスコア県ラサルテ＝オリア出身の女子カヌー選手（スラローム）。

## 経歴

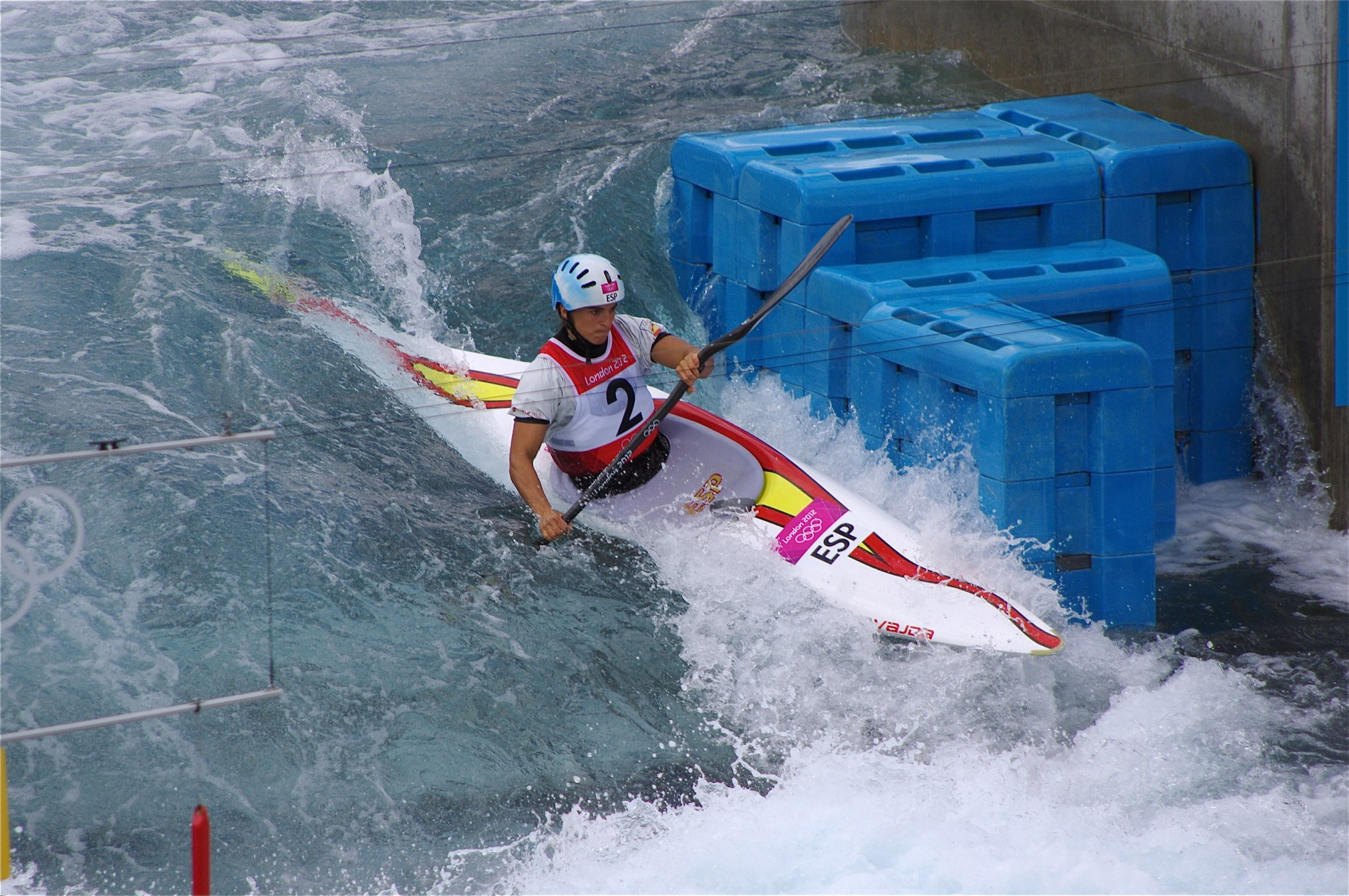
ロンドンオリンピック参加時

2008年に中国の北京で開催された北京オリンピックでは、カヤックシングルに出場したが16位に終わった。2009年にスペインのラ・セウ・ドゥルジェイで開催されたカヌースラローム世界選手権ではカヤックシングルで銀メダルを獲得した。2011年にチェコスロバキアのブラチスラヴァで開催されたカヌースラローム世界選手権ではカヤックシングルで銅メダルを獲得した。
2012年にイギリスのロンドンで開催されたロンドンオリンピックでは、カヤックシングルで銅メダルを獲得した。金メダルはフランスのエミリ・フェア、オーストラリアのジェシカ・フォックスである。この大会のカヌー競技スペイン選手団では、ダビド・カルが男子カナディアンシングル1000mで銀メダルを獲得しており、サウル・クラビオットも男子カヤックシングル200mで銀メダルを獲得している。スペイン勢は伝統的にカヌー競技で好成績を残しており、ロンドンオリンピック終了時までにオリンピック通算12個のメダルを獲得している。2013年には娘を出産した。
2014年のカヌースラロームヨーロッパ選手権ではカヤックシングルで銀メダルを、2015年のヨーロッパ選手権ではカヤックシングルで金メダルを獲得した。
2016年にブラジルのリオデジャネイロで開催されたリオデジャネイロオリンピックでは、カヤックシングルで金メダルを獲得した。銀メダルはニュージーランドのルーカ・ジョーンズ、銅メダルはジェシカ・フォックス。チョウラウトは初めて母親としてオリンピックで金メダルを獲得したスペイン人女子選手である。この大会のカヌー競技スペイン選手団では、マルクス・ワルツが男子カヤックシングル1000mで金メダルを、サウル・クラビオットとクリスティアン・トロが男子カヤックペア200mで金メダルを、サウル・クラビオットが男子カヤックシングル200mで銅メダルを獲得した。この大会のスペイン勢で金メダルを複数個獲得した競技はカヌーだけであり、計4個のメダルは競技別で最多であった。
2021年に日本の東京で開催された東京オリンピックでは、カヤックシングルで銀メダルを獲得した。